# Cyberanthropologie
Cyberanthropologie (englisch cyber als Kurzform für „Kybernetik“, altgriechisch ánthrōpos ‚Mensch‘ und -logie) ist ein neueres Forschungsfeld und Fachgebiet der Sozialanthropologie und untersucht transnational zusammengesetzte Online-Gemeinschaften unter Berücksichtigung kybernetischer Perspektiven, sowie allgemein den menschlichen Umgang mit Computertechnik. Dabei wird der virtuelle Cyberspace („Datenraum“) als soziokultureller Raum menschlicher Interaktionen verstanden (siehe auch Netzkultur, Netnographie, Internetsoziologie). 

## Nähere begriffliche Eingrenzung
Während in den Anfängen der anthropologischen Analyse von neuen digitalen Informations-, Kommunikations- und Medientechnologien noch von "Cyberanthropologie" bzw. "Cyberanthropology" (z. B. Budka/Kremser 2004; Knorr 2011) gesprochen wurde, werden diese Begriffe zunehmend von der Bezeichnung "Digitale Anthropologie" (z. B. Horst/Miller 2012) abgelöst.
Im deutschsprachigen Raum war einer ihrer Vorreiter der österreichische Ethnologe Manfred Kremser (1950–2013), aktuell beschäftigt sich der deutsche Ethnologe Alexander Knorr im Anschluss an den kolumbianisch-amerikanischen Anthropologen Arturo Escobar (* 1952) mit der Erschließung des Cyberspace als Forschungsthema der Ethnologie. Im englischsprachigen Raum wurde der Grundstein mit dem Werk Digital Anthropology gelegt, 2012 herausgegeben von Heather Horst und Daniel Miller. In diesem sind die folgenden sechs Grundprinzipien der neuen Unterdisziplin festgehalten: Erstens das Digitale selbst verstärkt die Dialektik der Kultur; zweitens das Digitale lässt uns das analoge und vordigitale Leben besser verstehen; drittens, wie bei anderen anthropologischen Perspektiven auch, herrscht eine Verpflichtung zur Ganzheitlichkeit, zum Holismus; viertens, ebenfalls ganz wie bei anderen anthropologischen Perspektiven, bestätigt sich die Bedeutung des kulturellen Relativismus; fünftens die Digital Anthropology muss sich mit der essentiellen Mehrdeutigkeit, bedingt durch die Offenheit, des Digitalen auseinandersetzen und schließlich sechstens digitale Welten besitzen eine Materialität, und diese muss anerkannt werden.